# Sipurka
Sipurka (vitryska: Сіпурка, Sipurka) är ett vattendrag i Belarus.   Det ligger i voblasten Brests voblast, i den västra delen av landet, 300 km sydväst om huvudstaden Minsk.